# Bedarfsermittlung
Bedarfsermittlung (auch Bedarfsmengenplanung, (Material)bedarfsermittlung, Beschaffungsdisposition) bezeichnet in der Betriebswirtschaftslehre das Verfahren zur Ermittlung zukünftig auftretender Materialbedarfe nach Zeit und Menge.

## Allgemeines
Die Bedarfsermittlung befasst sich mit der Festlegung der für die Herstellung der Produkte benötigten Bedarfe an Werkstoffen, Halbfabrikaten oder Baugruppen (Sekundärbedarf) nach Art, Menge, Termin und Ort. Insofern ist dieser Begriff gleichwertig mit der Sekundär-Bedarfsermittlung; in der Praxis wird daher auch häufig der Begriff Teilebedarfsermittlung verwendet, in der Literatur Materialbedarfsplanung. Bei der verbrauchsorientierten Bedarfsermittlung sind Bestellpunktverfahren und Bestellrhythmusverfahren bezüglich Auslösung des Bestellvorgangs zu unterscheiden. Das benötigte Material kann entweder extern beschafft werden (Bauteile, Fremdfertigung) oder selbst hergestellt werden (Eigenfertigung). Zu den Aufgaben der Materialbedarfsplanung gehört daher die Make-or-Buy-Entscheidung und darauf aufbauend die langfristige Mengenplanung der Kaufteile und Hausteile, während sich die Bedarfsermittlung eher mit den mittel- bis kurzfristigen Materialbedarf befasst. Auf Basis der Materialplanung können frühzeitig die Fertigungs-, Beschaffungs- und Transportkapazitäten geplant werden. Aus produktionstechnischen oder wirtschaftlichen Gründen müssen die benötigten Teile, Baugruppen usw. meist in größeren Losen gefertigt oder transportiert werden. Bei der Berechnung der Losgröße müssen nicht nur die Einkaufspreise und Herstellkosten, sondern alle relevanten Kosten berücksichtigt werden wie bspw. die Transport-, Lager-, Rüst-, Unterbrechungs-, Informations-, Kommunikations-, Zinskosten usw.

## Bedarfsarten
Es werden drei Bedarfsarten unterschieden: Primär-, Sekundär- und Tertiärbedarf
- Der Primärbedarf ist der Bedarf an Erzeugnissen, verkaufsfähigen Baugruppen und Ersatzteilen. Aus dem Primärbedarf wird ein kapazitätsmäßig abgestimmtes Produktionsprogramm abgeleitet, in dem die Anzahl, der Fertigungstermin und der Fertigungsort festgelegt sind.
- Der Sekundärbedarf ist der Bedarf an Rohstoffen, Einzelteilen und Baugruppen, die zur Erzeugung oder Herstellung des Primärbedarfes benötigt werden.
- Der Tertiärbedarf ist der Bedarf an Hilfsstoffen, Betriebsstoffen und Verschleißwerkzeugen, die zur Herstellung und für den Transport des Sekundärbedarfes notwendig sind.

## Methoden der Bedarfsermittlung
Grundsätzlich gibt es vier verschiedene Methoden der Bedarfsermittlung: deterministische, stochastische, heuristische und die regelbasierte Bedarfsermittlung.
Bei komplexen Produkten mit einem langen Produktlebenszyklus und unterschiedlichen Absatzmärkten, wie dies in der Automobilindustrie der Fall ist, können bei der Primärbedarfsplanung die Methoden auch miteinander verknüpft werden, so dass man hier von einer hybriden Bedarfsermittlung sprechen kann.

### Deterministische Bedarfsermittlung
Bei der deterministischen Methode werden die Sekundärbedarfe mit Hilfe von Stücklisten oder Rezepturen aus dem Primärbedarf abgeleitet. Der Primärbedarf steht zunächst in einem marktbezogenen Absatzprogramm und wird dann – vor allem, wenn es mehrere Fertigungsstandorte gibt – in mehrere werkbezogene Produktionsprogramme überführt, die in der Regel der Ausgangspunkt für die Bedarfsermittlung sind.
Typische Einsatzfelder
Bei Kundenaufträgen muss die gesamte Auftragsdurchlaufzeit kleiner sein als die geforderte Lieferzeit. Bei der Berechnung der Durchlaufzeit muss die Beschaffungszeit, die Produktionszeit und die Versandzeit, inkl. der Lagerzeiten, berücksichtigt werden. Dies ist insbesondere bei der Produktion nach dem BTO-Prinzip wichtig, bei der das Produktionsprogramm aus einem Absatzprogramm abgeleitet wird, wie dies bspw. in der Automobilindustrie üblich ist.
Die deterministische Methode wird bei hochwertigen bzw. kundenspezifischen Gütern angewendet, die teilweise eine lange Wiederbeschaffungszeit haben. Prinzipiell ist die deterministische Bedarfsermittlung anzustreben, weil dadurch der Sekundärbedarf exakt ermittelt werden kann und so der Lagerbestand niedrig gehalten und Materialengpässe vermieden werden können. In der betrieblichen Praxis ist sie weitgehend unproblematisch, weil heute alle gängigen Produktionsplanungs- und -steuerungssysteme (PPS-Systeme) in der Lage sind, den Sekundärbedarf an Baugruppen und Teilen auf der Basis von Erzeugnisstrukturdaten durch Stücklistenauflösung exakt zu ermitteln. Bei diesem Teilebedarf sind noch keine Losgrößen, Bestände, Fertigungs- oder Transportzeiten o. ä. berücksichtigt.

### Stochastische Bedarfsermittlung
Grundlage der stochastischen Methode sind die Verbrauchswerte der Vergangenheit. Diese Werte werden statistisch ausgewertet und in Form von Prognosen in die Zukunft fortgeschrieben. Voraussetzung für die Anwendung stochastischer Methoden ist eine ausreichende Datenbasis, d. h., es müssen genügend Informationen über den Verbrauch in der Vergangenheit vorliegen. Stochastische Methoden sind nicht geeignet für neue Produkte und hochwertige A-Teile. Für Ersatzteile sind sie bedingt geeignet, wenn die Datenbasis groß genug ist und die installierte und noch im Einsatz befindliche Anlagenbasis nicht berücksichtigt wird. Die erforderliche Beschaffungszeit ist größer als die geforderte Lieferzeit, es handelt sich um geringwertige bzw. standardisierte Güter (C- und B-Teile).
Bei der Auswahl des jeweiligen Verfahrens ist der Bedarf zu berücksichtigen. Bei der stochastischen Bedarfsermittlung werden mathematisch-statistische Verfahren, die auf der Wahrscheinlichkeitstheorie aufgebaut sind, angewendet:
- Naive Prognose
- Arithmetischer Mittelwert
- Gleitender Mittelwert
- Gewichteter gleitender Mittelwert
- Lineare Regressionsanalyse
- Nicht lineare Regressionsanalyse
- exponentielle Glättung 1. Ordnung
- exponentielle Glättung 2. Ordnung

siehe Stochastik
Ist die Möglichkeit einer verbrauchsgesteuerten Disposition gegeben und zudem eine ausreichende Datenbasis vorhanden, ist der Einsatz stochastischer Verfahren empfehlenswert, weil eine sinnvolle Arbeitsteilung zwischen Mensch und DV-Systemen gegeben ist und dadurch die Routinearbeit des Disponenten reduziert wird. Auf diese Weise hat ein Disponent die Möglichkeit, sich auf problematische Artikel zu konzentrieren, wie z. B. Artikel mit stark schwankendem Bedarf.

### Heuristische Bedarfsermittlung
Bei der heuristischen Methode werden die Bedarfe durch die subjektiven Schätzungen eines erfahrenen Mitarbeiters oder Experten, z. B. eines Disponenten, ermittelt. Diese Methode ist für Produkte, Baugruppen oder Teile geeignet, für die keine ausreichende Datenbasis aus der Vergangenheit vorliegt. Hilfsweise können bei Neuteilen bspw. Daten eines ähnlichen Teils (z. B. Vorgängerteil) herangezogen werden. Bei Produkten können über erwartete Marktanteile die Bedarfe geschätzt werden. Nachteilig ist, dass bei der heuristischen Bedarfsermittlung jeder Artikel individuell betrachten werden muss. Bei einer großen Anzahl zu disponierender Produkte oder Teile wird eine individuelle Betrachtung jedes Artikels deshalb sehr aufwendig; daher kommt es oft nur zu groben Schätzungen. Die daraus resultierenden Ungenauigkeiten können durch Sicherheitsbestände zur Gewährleistung der Lieferbereitschaft ausgeglichen werden.

### Regelbasierte Bedarfsermittlung
Bei der regelbasierten Methode (s. regelbasiertes System) wird der Sekundärbedarf durch WENN-DANN-Beziehungen aus dem Primärbedarf abgeleitet. Ein Beispiel dafür findet sich die Automobilindustrie, in der alle möglichen Varianten eines Fahrzeugmodells mit Hilfe von booleschen Ausdrücken in einer Komplex-Stückliste beschrieben werden. Anhand der Produktkonfiguration eines Fahrzeuges kann die Stückliste ausgewertet werden: wenn eine ganz bestimmte Ausstattungen (Anhängerkupplung) gewählt wurde, dann werden genau die dafür benötigten Teile oder Baugruppen aus der Stückliste ausgewählt, zugleich können dann aber auch andere Teile oder Baugruppen nicht mehr benötigt werden (z. B. eine Abdeckkappe).

## Brutto-/Netto-Verfahren
Unter Bruttobedarf ist der periodenbezogene Gesamtbedarf zu verstehen, der aus dem Sekundär- bzw. Tertiärbedarf und dem Zusatzbedarf zusammengefasst wird. Der Zusatzbedarf ist der Bedarf für Ausschuss, Verschleiß, Schwund oder Verschnitt. Dieser Bedarf wird durch einen prozentualen Aufschlag vom Sekundärbedarf oder als feste Menge, basierend auf Vergangenheitsdaten, ermittelt.
Der Nettobedarf wird errechnet, indem man vom Bruttobedarf den Lagerbestand und den Bestellbestand abzieht und die Reservierungen und den Sicherheitsbestand addiert.
Brutto-/Netto-Berechnung
```
  
Lagerbestand

− 
Sicherheitsbestand
 (=Mindestreserve)
− 
Reservierungen
 (aus anderem Bedarf)
+ 
Bestellungen
 (mit Anlieferung zur Periode)
--------------------------------------------
= verfügbarer Lagerbestand
```

```
  Brutto-Sekundär-/Tertiärbedarf
+ Zusatzbedarf/Fehlmengenzuschlag
---------------------------------
= Brutto-Gesamtbedarf
− verfügbarer Lagerbestand
--------------------------------
= Netto-Sekundär-/Tertiärbedarf
```

Ist der Nettobedarf positiv, bedeutet das, dass Material beschafft bzw. hergestellt werden muss, um diesen Bedarf zu decken.
Ist der Nettobedarf negativ, bedeutet dies, dass ausreichend Material vorhanden ist und keine Bestellung bzw. Fertigung anzustoßen ist.
Zu beachten ist dabei jedoch, dass die Berechnung theoretisch ist, da nicht bei jedem Teil mit Sicherheitsbestand gearbeitet wird und dass der gesamte Bestellbestand tatsächlich zum richtigen Zeitpunkt, in richtiger Menge und Qualität geliefert bzw. gefertigt wird.

### Entscheidungsalternativen
Im Bereich der Mengenentscheidung gibt es keine wirklichen Entscheidungsalternativen, sondern hier kann nur zwischen
- Mengenermittlung und
- Mengenbestimmung

unterschieden werden. Im Falle der Bedarfsmengenermittlung wird keine echte Entscheidung seitens der Materialwirtschaft getroffen, sondern die Mengenermittlung ist nur ein Rechenakt, der durch die Produktionsmengen bestimmt wird. Bei der Mengenbestimmung wird überprüft, ob eine Verringerung der zu beschaffenden Mengen bzw. eine zeitliche Verschiebung möglich ist. Maßnahmen dazu können das Senken des Servicegrades, sollte dieser überhöht sein, oder die Senkung der Ausschussquote durch entsprechende Qualitätssicherung sein.

### Entscheidungskriterien
Als Entscheidungskriterien dienen in erster Linie die Vorgaben der Fertigung. Eine entsprechende Datenbasis über Ausschussquoten und Bedarfszeitpunkte kann als Entscheidungskriterium und als Unterstützung für die Bedarfsmengenbestimmung dienen.
Mittels der ISAN werden Materialklassen gebildet, für die ein je unterschiedlicher Dispositionsaufwand angesetzt wird. Für die werthaltigen A-Güter wird eine genauere und intensivere Bedarfsplanung durchgeführt. Dazu werden bevorzugt programmgebundene, deterministische Methoden der Bedarfsermittlung eingesetzt. Für B-Güter (weniger werthaltig, größerer Mengenanteil) erfolgt eher eine verbrauchsorientierte Bedarfsermittlung mittels stochastischer Methoden. Der Bedarf bei C-Gütern wird häufig geschätzt und so mit geringem Aufwand durchgeführt.
So werden beispielsweise Mengenkontrollen bei A-Gütern besonders genau durchgeführt und bei den B- und C-Gütern entsprechend ihren Wertanteilen weniger genau.
Bei programmgebundenen Verfahren wird die Mengenermittlung aus dem Fertigungsprogramm bzw. dem Produktionsprogramm mit Hilfe von Stücklisten oder Rezepturen abgeleitet (z. B. Erzeugnisbaum, Gozintograph, Stückliste).
Bei verbrauchsgebundenen Verfahren (stochastische Verfahren) wird der Materialbedarf auf Grund von Verbrauchsmengen der Vergangenheit ermittelt. Diese Methode setzt notwendigerweise eine geeignete Datenbasis über zurückliegende Verbräuche voraus. Je nach Methode kommt es zu einer stärkeren oder schwächeren Berücksichtigung der jüngsten Verbrauchswerte. Damit wird einem stark oder schwach schwankenden Verbrauchsverlauf Rechnung getragen. Ziel ist es, einen möglichst genauen Prognosewert für die nächste Periode zu erhalten.
Bei heuristischen Verfahren wird der Materialbedarf durch Heuristiken oder aufgrund von Experten-Wissen ermittelt. Dabei spielen die (subjektive) Erfahrungen und Schätzungen eine wichtige Rolle. Diese Methode ist dann sinnvoll, wenn keine Vergangenheitswerte zur Verfügung stehen oder der Primärbedarf nicht genau bekannt ist, wie dies z. B. bei völlig neuen Produkten der Fall ist. Zur Unterstützung kann die Marktforschung, z. B. durch Händlerbefragungen, eingesetzt werden. Diese Methode spielt auch bei sehr instabilen Marktverhältnissen eine wichtige Rolle.

#### Bestellpunktverfahren
Eines von mehreren Verfahren der Bestellmengenplanung, bei dem eine Bestellung immer dann ausgelöst wird, wenn der Lagerbestand eine festgelegte Höhe (Meldebestand oder Bestellpunkt) erreicht bzw. unterschreitet. Im Bestellpunktverfahren mit fester Bestellmenge wird bei Erreichen des Bestellbestandes eine festgelegte Menge bestellt. Im Bestellpunktverfahren mit Höchstbestand wird bei Erreichen des Bestellpunktes diejenige Menge bestellt, die den Lagerbestand auf den festgelegten Sollbestand auffüllt. Bei beiden Verfahren sind die Bestellzeitpunkte variabel, da sie sich der Veränderung des Lagerabgangs anpassen.

#### Bestellrhythmusverfahren
Verfahren der Bestellmengenplanung, bei dem Bestellungen in festgelegten Bestellrhythmen erfolgen. Dabei wird entweder in festgelegten Zeitabständen eine fixe Menge bestellt (dies führt bei ungleichmäßigem Lagerabgang zu stark schwankenden Lagerbeständen) oder es wird in festgelegten Zeitabständen jeweils die Menge beschafft, die den Lagerbestand auf einen festgelegten Sollbestand auffüllt.

## SOLL-/IST-Verfahren
Dieses Verfahren beruht auf dem Regelkreis-Prinzip, bei dem der SOLL-Wert einem IST-Wert gegenübergestellt wird und die Abweichung in einer vorgegebenen Weise im MRP-System über veränderte Aufträge im Fertigungs- und Beschaffungsprozess wieder ausgeglichen werden.
Dieses Verfahren wird vor allem bei der kumulativen Bedarfsermittlung (s. a. Fortschrittszahlenprinzip) angewendet, wo die Bedarfsmengen für jeden Zeitabschnitt einer definierten Zeitleiste aufsummiert werden. Die zu einem Zeitpunkt benötigte Liefer- bzw. Produktionsmenge ergibt sich aus der Abweichung zwischen der kumulativen SOLL-Menge und der kumulativen IST-Menge. Für die Berechnung eines konkreten Fertigungs- oder Lieferauftrag werden auch Losgrößen, Quoten und Kapazitäts- oder Lieferrestriktionen berücksichtigt, wodurch die kumulierten Abruf- bzw. Auftragsmengen kurzfristig, aber nicht langfristig verändert werden. Die dadurch temporär erhöhten Liefer- oder Produktionsabrufe führen dann zu erhöhten IST-Mengen, die im Zeitverlauf wieder abgebaut werden. Durch das kumulative Verfahren und das Regelkreisprinzip werden die temporären Differenzen im folgenden Bedarfsrechnungslauf berücksichtigt und kumulativ ausgeglichen. Da für die Zukunft zwar SOLL-Werte aber noch keine IST-Werte vorliegen, werden die zukünftigen SOLL-Werte einer Zeiteinheit als IST-Werte für die nächstfolgende Zeiteinheit verwendet, so dass auch für zukünftige Zeitperioden eine SOLL-IST-Rechnung möglich wird.
Die kumulative Bedarfsermittlung kann für mehrere aufeinanderfolgende Erfassungspunkte im Materialfluss (s. a. Zählpunkt) durchgeführt und mit Hilfe eines Fortschrittszahlendiagramms visualisiert werden. Dabei wird die Bedarfsmenge von einem Erfassungspunkt bis zum nächsten Erfassungspunkt mit Hilfe der Durchlaufzeit zeitlich vorgezogen, was dem Prinzip der Rückwärtsterminierung entspricht. Dadurch kann auch ein ausgedehnter Materialfluss eines Teiles (s. a. Lieferkette) konsistent berechnet, geplant und überwacht werden, zugleich wird ein Bullwhip-Effekt vermieden, da alle Bedarfsmengen in der gesamten Wertschöpfungskette miteinander verknüpft sind.
Für die SOLL-IST-Bedarfsermittlung ist die rollierende Planung von Vorteil, bei der die Bedarfsermittlung immer für einen fest definierten Zeitraum erfolgt und nur der Kalender beim Wechsel der Planungsperiode quasi verschoben wird. Die Bedarfsermittlung beginnt ab einem bestimmten Zeitpunkt (z. B. ab Inventur) mit dem Anfangswert '0' (bzw. dem Inventurbestand), bei jedem Periodenwechsel wird dann der Bedarf aus der Vergangenheit zu dem kumulativen Anfangs-Wert der neuen Periode verdichtet usw. usf.
Im Gegensatz zur Brutto-Netto-Rechnung, bei dem der Ist-Lagerbestand vom Soll-Bedarf abgezogen wird, wird dieser bei der kumulativen Bedarfsermittlung ganz anders behandelt. Hier wird jeweils 'nur' der kumulative SOLL-Wert mit dem kumulativen IST-Wert des Lagerseinganges verglichen, der tatsächliche Ist-Bestand des Lagers spielt für die Materialbedarfsplanung keine Rolle. Dies hat auch Einfluss auf die Berechnung des Lagermindestbestandes, der in der Brutto-Netto-Rechnung fix ist, während dieser in der SOLL-IST-Rechnung eine dynamische Größe ist, die dem Produktionsprogramm folgt. Hier ergibt sich der Lagerbestand nur aus der Differenz zwischen den kumulativen IST-Werten des Lagerein- und -ausgang, der sich aus dem Erzeugnisbedarf ableitet und der durch die Lagerdurchlaufzeit beeinflusst und reguliert werden kann. Ist die vorgegebene Lagerdurchlaufzeit größer als die tatsächliche Lagerdauer, wird ein Lagerbestand erzeugt, ist die angegebene Lagerdurchlaufzeit jedoch kleiner, dann kann das Lager „leer laufen“ und es können Materialengpässe entstehen. Das Lager kann aber auch „leer laufen“ oder „über laufen“, wenn die SOLL-Werte der Bedarfsermittlung nicht stimmen oder wenn ein Teil abweichend zum SOLL-Wert verbaut wird oder aber, wenn die Betriebsdatenerfassung fehlerhaft ist. Im Gegensatz zur Brutto-Netto-Rechnung gleicht die SOLL/IST-Rechnung diese Fehler im Prozess nicht aus. Um Fehler oder Abweichungen zu erkennen, werden daher bestimmte Meldegrenzen (z. B. Max-Min-Bestand) für ein Lagerteil definiert, die mit dem tatsächlichen Lagerbestand verglichen werden; werden dies Grenzen 'verletzt, wird ein Warnhinweis ausgegeben („Alert“-Funktion). Daraufhin muss überprüft werden, welchen Grund es für die Warnung gibt und welche Ursache dafür vorliegt (z. B. Erfassungsfehler, abweichende Produktions-/Liefermengen, Ausschuss, Falschverbau, falsche Stücklistenauflösung, verändertes Produktionsprogramm usw. usf.) und wie darauf zu reagieren ist.